# Діогу Фігейраш
Діогу Фігейраш (порт. Diogo Figueiras, нар. 1 липня 1991, Каштаньєйра-ду-Рібатежу) — португальський футболіст, правий захисник іспанської «Севільї», з якою двічі поспіль ставав переможцем Ліги Європи. Наразі перебуває в оренді в клубі «Дженоа».

## Ігрова кар'єра
Народився 1 липня 1991 року. Вихованець футбольної школи «Бенфіки». У дорослому футболі дебютував 2009 року виступами за другу команду лісабонського клубу. 2010 року перейшов до представника третьої португальської ліги «Піньялновенсе», де провів наступний сезон.
Влітку 2011 року уклав трирічний контракт з клубом елітного дивізіону «Пасуш ді Феррейра», у головній команді якого протягом наступного сезону провів лише три гри у різних турнірах. В сезоні 2011/12 грав на умовах оренди за «Морейренсе» з Сегунда-Ліги, після чого повернувся до «Пасуша», де почав більш регулярно отримувати ігровий час. Протягом сезону, в якому команда посіла найвище в своїй історії третє місце в чемпіонаті Португалії, Діогу відіграв 19 матчів першості. 
Влітку 2013 року перспективного португальця запросила іспанська «Севілья», з якою він уклав чотирирічний контракт. Попри молодий вік та досить велику конкуренцію за місце в «основі», відразу ж почав регулярно з'являтися на полі у складі андалуської команди. Зокрема провів 12 матчів у рамках тогорічного розіграшу Ліги Європи, який іспанці врешті-решт виграли.

## Статистика виступів

### Статистика клубних виступів
Станом на 10 травня 2015 року
| Сезон                         | Команда                       | Чемпіонат                     | Чемпіонат | Чемпіонат | Національний кубок | Національний кубок | Національний кубок | Континентальні кубки | Континентальні кубки | Континентальні кубки | Інші змагання | Інші змагання | Інші змагання | Усього | Усього |
| Сезон                         | Команда                       | Ліга                          | Ігор      | Голів     | Ліга               | Ігор               | Голів              | Ліга                 | Ігор                 | Голів                | Ліга          | Ігор          | Голів         | Ігор   | Голів  |
| ----------------------------- | ----------------------------- | ----------------------------- | --------- | --------- | ------------------ | ------------------ | ------------------ | -------------------- | -------------------- | -------------------- | ------------- | ------------- | ------------- | ------ | ------ |
| 2011–12                       | «Пасуш ді Феррейра»           | ПЛ                            | 2         | 0         | КП+КПЛ             | 0+1                | 0+0                |                      | -                    | -                    |               | -             | -             | 3      | 0      |
| 2011-12                       | «Морейренсе»                  | СЛ                            | 9         | 0         | КП+КПЛ             | 0+1                | 0+0                | -                    | -                    | -                    | -             | -             | -             | 10     | 0      |
| 2012–13                       | «Пасуш ді Феррейра»           | ПЛ                            | 19        | 0         | КП+КПЛ             | 3+1                | 0+0                |                      | -                    | -                    |               | -             | -             | 23     | 0      |
| Усього за «Пасуш ді Феррейра» | Усього за «Пасуш ді Феррейра» | Усього за «Пасуш ді Феррейра» | 21        | 0         |                    | 5                  | 0                  |                      |                      |                      |               |               |               | 26     | 0      |
| 2013–14                       | «Севілья»                     | ПД                            | 22        | 1         | КІ                 | 1                  | 0                  | ЛЄ                   | 12                   | 0                    | -             | -             | -             | 35     | 1      |
| 2014–15                       | «Севілья»                     | ПД                            | 23        | 1         | КІ                 | 5                  | 1                  | ЛЄ                   | 8                    | 0                    | СУ            | 1             | 0             | 37     | 2      |
| Усього за «Севілью»           | Усього за «Севілью»           | Усього за «Севілью»           | 45        | 2         |                    | 6                  | 1                  |                      | 20                   | 0                    |               | 1             | 0             | 72     | 3      |
| Усього за кар'єру             | Усього за кар'єру             | Усього за кар'єру             | 75        | 2         |                    | 12                 | 1                  |                      | 20                   | 0                    |               | 1             | 0             | 108    | 3      |

## Титули і досягнення
- Переможець Ліги Європи (2):

«Севілья»:  2013–14, 2014–15